# Майор

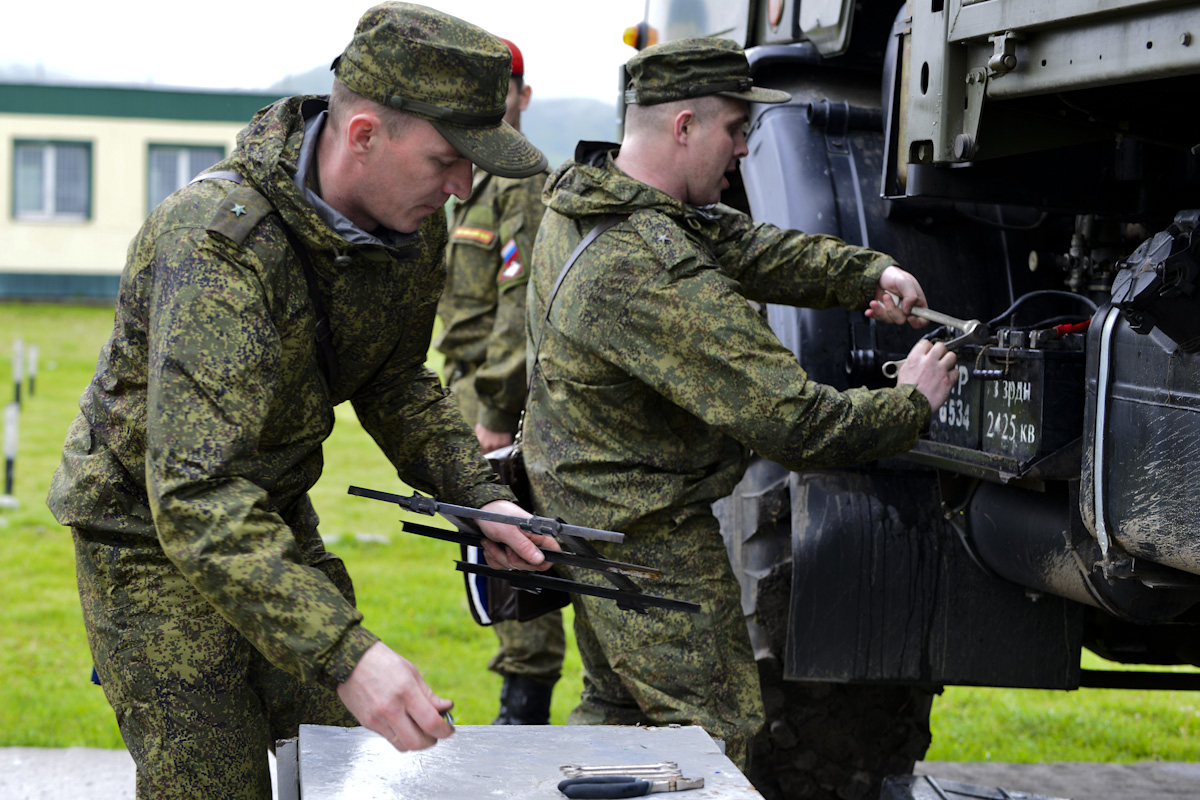
Майоры на сборах военной полиции во Владикавказе

Майо́р (майеор, маиор) (нем. Маjоr, от лат. māior — «больший, старший, высший») — чин, первое воинское звание старших офицеров в некоторых вооружённых силах государств мира.
В другом источнике указано что Майо́р м. военный чиновник 8 класса, первый штаб-офицерский чин, между капитаном и подполковником; полковой старшина; у казаков, войсковой старшина. Из знаков различия на погоне с двумя просветами — одна большая звёздочка. В ряде государств и стран именуется «команданте» (испаноязычные страны), «коммандант» (Франция, Ирландия) и прочие. Не следует путать с полисемичным французским званием, означающим высший доофицерский ранг в вооружённых силах (например: бригадир-майор французской полиции).

## История
Звание возникло в XVII веке и происходит от должности полкового сержант-майора — помощника командира полка. Майор нёс ответственность за караул и питание личного и конного состава полка. Когда полки были разделены на батальоны, командиром батальона, как правило, становился майор.
| Младшее войсковое звание: Капитан | Майор | Старшее войсковое звание: Подполковник |

## В России
В Русском войске маеор (майор) чин (временный, только на время службы) присваиваемый в полках нового строя: солдатских, драгунских конной и пешей службы, рейтарских, гусарских и других, приказами Русского царя.

По отписке и по книгам из Белагорода окольничего и воевод князя Григорья Григорьевича Ромодановского с товарыщи октября в 15 день нынешнего 171-го году Белогородцкого полку [8] великого государя ратных людей по их смотру сентября в 18 день нынешняго же 171-го году на лицо.
Стряпчей 1 ч., дворян 2 ч., жильцов 6 ч., голов 3 ч., есаулов 46 ч., завоеводчиков 75 ч.; /24 л./ всего 133.
Капейного строю.
В 1-м полку.
Маеор Петр Дмитреев сын Стромичевской, а у него в полку: ротмистр 1 ч., капитан и порутчик 1 ч., поручиков 5 ч., прапорщиков 8 ч., квайтеймейстров 5 ч., обозных 2 ч., копейщиков 560 ч.; всего 583 ч.
Во 2-м полку.
Полуполковник Еремей Ондреев сын Марлент, /25 л./ а у него в полку: маеор 1 ч., ротмистров 4 ч., …— Сметные росписи государевым людям всех полков и перечневая выписка о сборе полуполтинных денег 171 года.
В Русской армии штаб-офицерский чин майора был введён Петром I в 1698 году. С 1827 года знаком различия служили две (а не одна, как сейчас) звезды на эполете, а позднее — с 1855 года — и на погоне с двумя просветами. Майор получил две звезды по аналогии с двумя звездами российского генерал-майора того времени. Только у майоров бахрома на эполетах была из тонких нитей (штаб-офицерская), а у генерал-майоров бахрома была толстая кручёная (генеральская).
С 1712 по 1797 годы существовали чины премьер-майора и секунд-майора. Это разделение было ликвидировано Павлом I.
Сначала только для улан, а в 1807 году для всех офицеров в русской армии ввели французскую моду на эполеты, а затем (в 1827 году) поместили на них французские звёздочки. Но во французской системе знаков различий звёздочки полагались только генералам, в русской же системе звёздочки получили все офицеры. В России, копируя французскую систему различия, её творчески переработали.
Есть версия, что в 1827 году — на момент введения императором Николаем I звёздочек в качестве знаков различия офицеров — ещё существовали отставные секунд-майоры, и для них предусмотрели одну звёздочку на эполетах, а для отставных премьер-майоров и для действующих майоров — две звёздочки. Эта версия, скорее всего, не соответствует действительности, так как отставные офицеры эполет не носили, а с момента отмены разделения майорских чинов прошло уже около 30 лет и отставных секунд-майоров, скорее всего, почти не осталось в живых.
Начинать сразу с двух звёздочек на эполетах штаб-офицеров и генералов, минуя одну звездочку, в русской армии начали также в подражание французским генеральским эполетам. — В XIX веке почти вся мода, и гражданская, и военная, шла в Россию из Франции. Арман де Коленкур, служивший при Наполеоне послом Франции в России, писал: «Всё на французский образец: шитьё у генералов, эполеты у офицеров…». Но при этом во французской армии ранг майора был не войсковым чином, а армейской должностью, соответствующей русской должности заведующего хозяйством в полку.
В казачьих войсках чину майора соответствовал чин «войсковой старшина», а в статских чинах — «коллежский асессор» (чины 8-го класса по Табели о рангах). В мае 1884 года чин майора был упразднён, а все майоры, за исключением запятнавших себя неблаговидными поступками, были произведены в подполковники. Чин же войскового старшины стал соответствовать чину подполковника, и войсковые старшины стали носить по три звёздочки вместо двух (перешли в 7-й класс Табели). Коллежские асессоры остались с двумя звёздочками на петлицах. Вплоть до Октябрьской социалистической революции, чину коллежского асессора соответствовал чин армейского капитана пехоты, или ротмистра в кавалерии и жандармерии, есаула у казаков.
В Красной армии звание майора было введено в 1935 году, на флоте ему соответствовало корабельное звание капитана 3-го ранга. Приказом НКО СССР № 176 была введена новая форма одежды и знаки различия. Для майора устанавливались следующие знаки различия: два прямоугольника на петлицах и два красных угольника на рукаве. Для инженерно-технического состава Военно-Воздушных Сил, артиллерии, автобронетанковых войск было введено звание инженер-майора. Присвоение воинского звания подполковника должно было производиться по истечении 4 лет пребывания в звании майора при наличии положительной аттестации.
В 1930—1940-х годах наряду с общевойсковыми званиями в войсках ОГПУ/НКВД и пограничной охране, в милиции/НКВД также существовали специальные звания «майор милиции» и «старший майор милиции», а в ГУГБ/НКГБ — специальные звания майор государственной безопасности и старший майор государственной безопасности; специальное звание «майор» соответствовало армейскому комбригу, «старший майор» — комдиву.
Перед воинским званием военнослужащего, проходящего военную службу в гвардейской воинской части, на гвардейском корабле, добавляется слово «гвардии».
К воинскому званию военнослужащего или гражданина, имеющего военно-учётную специальность юридического или медицинского профиля, добавляются соответственно слова «юстиции» или «медицинской службы».
К воинскому званию гражданина, пребывающего в запасе или находящегося в отставке, добавляются соответственно слова «запаса» или «в отставке».
Майором был Че Гевара (на испанском — команданте)

### Должности в Русской императорской армии
- Бригад-майор[10][11][12] (Major de brigade, Brigade-Major) — звание майора, со времён Петра Великого, в каждой бригаде,[10] офицер, в чине майора помощник бригадира (командира бригады); наблюдал за всеми особенностями управления, за полицейской частью в лагерях и в походах, вёл делопроизводство бригады; был своеобразным начальником штаба при бригадире. В конце XVIII века эта должность перестала существовать[13]. По уставу 1797 г. в штаб армии назначались 2 бригад-майора, по одному от пехоты и кавалерии, для заведования нарядами на дежурство генералов и штаб-офицеров, для назначения воинских чинов и частей в караулы и вообще для исполнения при армии обязанностей, возлагавшихся в частях на адъютантов[14]. Звание, уничтоженное (упразднено, вместе с чином бригадира) Всероссийским императором Павлом I[11]. Такое же звание было в Вооружённых силах Франции и Германии[10].
- Плац-майор[15][16] — помощник коменданта крепости, на него возлагались полицейские функции, заведование арестантскими помещениями, освещение и отопление зданий и сооружений, а также надзор за тем, чтобы в крепости не проживали посторонние лица. На эту должность назначались преимущественно отставные раненые офицеры. В конце XIX века должность плац-майора была упразднена, а вместо неё введена должность помощника коменданта крепости[14][17].
- Майор от ворот — назначался для наблюдения за впуском и выпуском людей из крепости. Особая должность майора от ворот существовала также в Зимнем дворце. На нём лежало заведование полицейским управлением дворца, мастеровой ротой императорских дворцов и двумя инвалидными командами ведомства Императорского двора, отпирание и запирание ворот дворца в определённое время и установленным порядком[14].
- Траншей-майор[18] — помощник начальника инженеров осадного корпуса.

## Знаки различия ВС России
Образцы знаков различий Майора в РИА, в СССР и Российской Федерации (ОФ-3)
| Чин, звание          | РИА                    | РККА СССР            | РККА СССР                  | РККА СССР     | РККА СССР         | Советская армия       | Советская армия       | Советская армия           | Советская армия   |
| -------------------- | ---------------------- | -------------------- | -------------------------- | ------------- | ----------------- | --------------------- | --------------------- | ------------------------- | ----------------- |
| Петличный знак погон |                        |                      |                            |               |                   |                       |                       |                           |                   |
|                      | Погон (упразднён 1884) | нет чина (1918—1924) | Петличный знак (1924—1935) | … (1935—1943) | … ВВС (1935—1943) | Погон кав (1943—1955) | … полевой (1943—1955) | … парадный СВ (1955—1991) | … ВВС (1955—1991) |

| Чин, звание | Российская Федерация               | Российская Федерация                | Российская Федерация | Российская Федерация | Российская Федерация       | Российская Федерация            | Российская Федерация  | Российская Федерация |              |
| ----------- | ---------------------------------- | ----------------------------------- | -------------------- | -------------------- | -------------------------- | ------------------------------- | --------------------- | -------------------- | ------------ |
| Погон       |                                    |                                     |                      |                      |                            |                                 |                       |                      |              |
|             | … повседневный ВДВ, КВ (1994—2010) | … парадный ВВС, ВДВ, КВ (1994—2010) | … ВКС, ВДВ (с 2010)  | … СВ, РВСН (с 2010)  | … Морская авиация (с 2010) | … Береговые войска ВМФ (с 2010) | … полевой (1994—2010) | … полиции СМВЧ       | … Росгвардии |

## В Германии
В Германии звание майора возникло во время Тридцатилетней войны. В армии кайзеровской Германии, Рейхсвере и Вермахте его обозначением служил пустой штаб-офицерский погон «косичкой». В СС званию майора соответствовало звание штурмбаннфюрера. Оно обозначалось четырьмя белыми прямоугольниками по углам левой петлицы.
В ВС ФРГ на погоне майора появилась одна четырёхугольная серебряная звезда, под которой расположен серебряный же полувенок.
В ННА ГДР сохранился погон «косичкой», но на него также была добавлена одна четырёхугольная звезда.

### Знаки различия ВС Германии

Погон майора в Вермахте
Петлицы штурмбаннфюрера СС
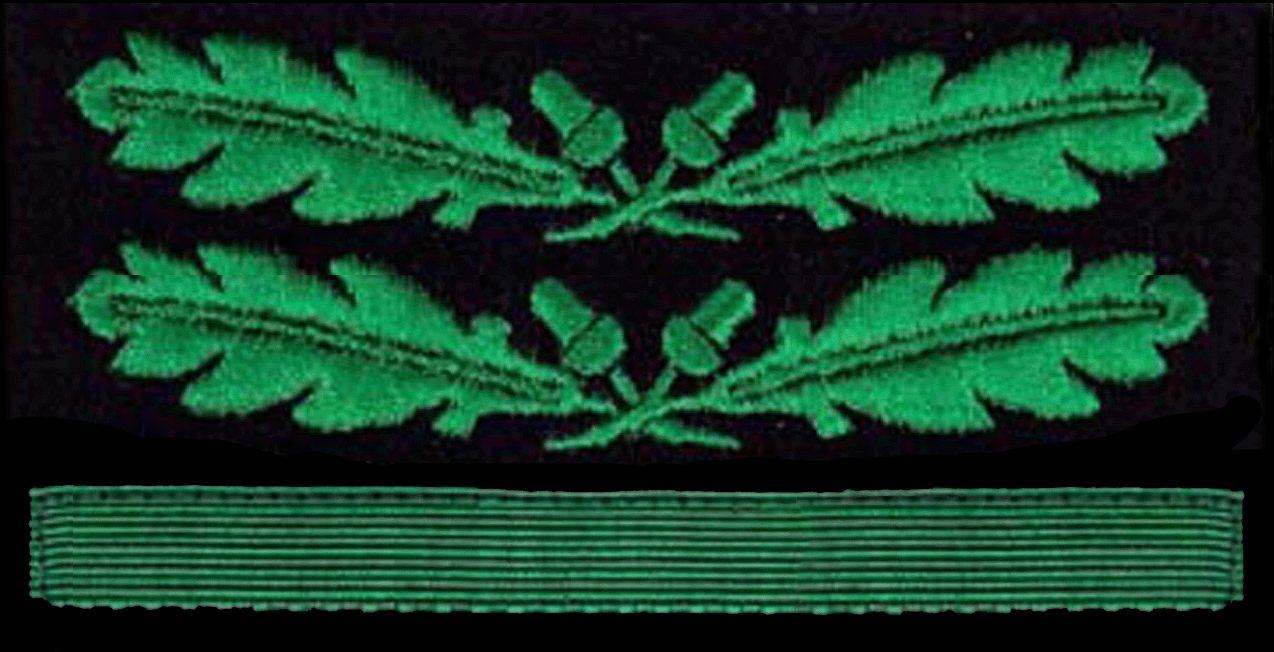
Нарукавная нашивка штурмбаннфюрера Ваффен-СС / майор Вермахта
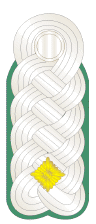
Майор ННА ГДР
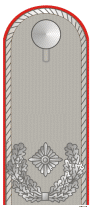
... Бундесвер Сухопутные войска
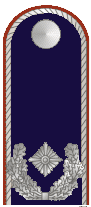
"Майор в Генеральном штабе (Майор в.Г.) ВВС Люфтваффе"

## Знаки различия майора ВС некоторых других государств

Австралия
Бангладеш
Бельгия
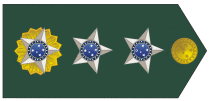
Бразилия
Венгрия
Греция
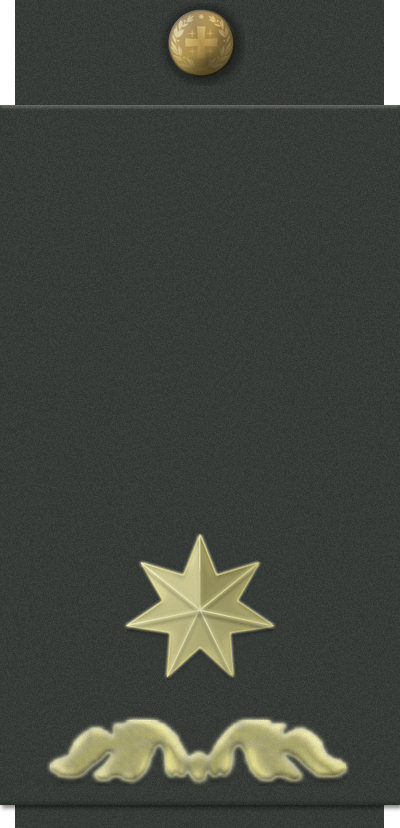
Грузия
Доминиканская республика
Египет
Индия
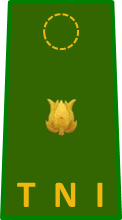
Индонезия
Израиль
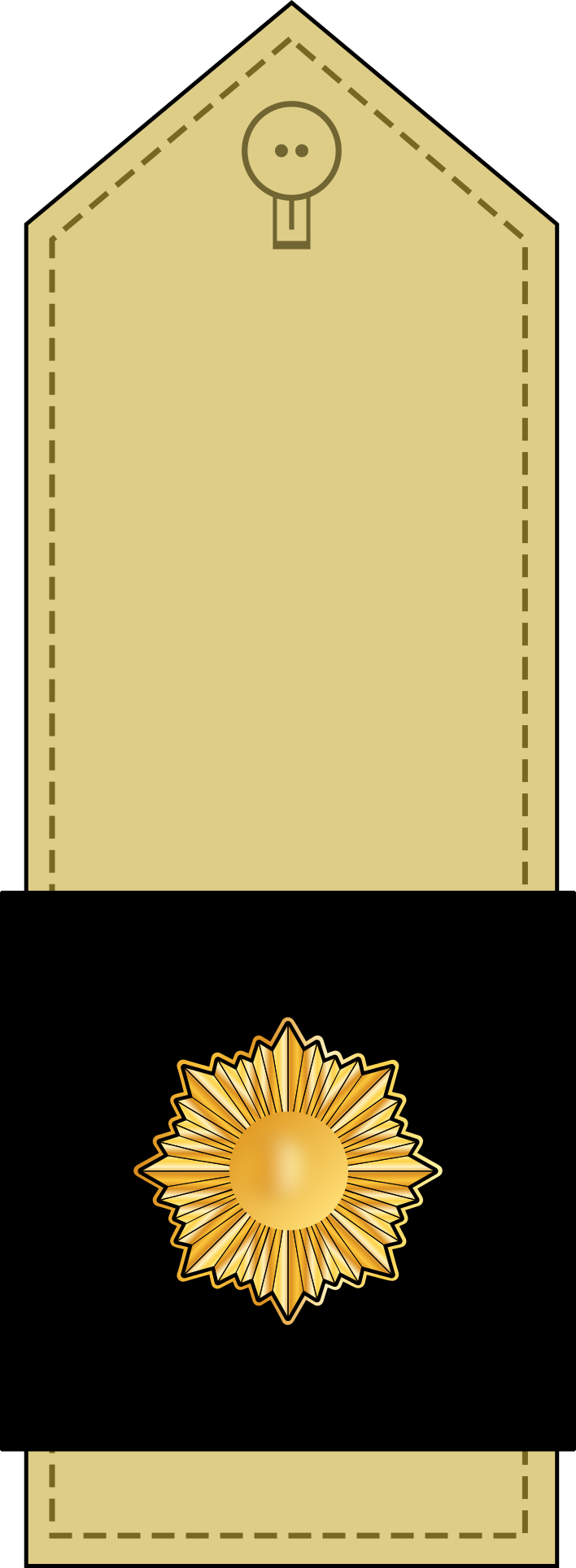
Иран
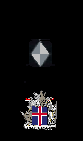
Исландия
Италия
Казахстан
Канада
Колумбия
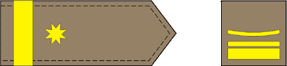
Македония
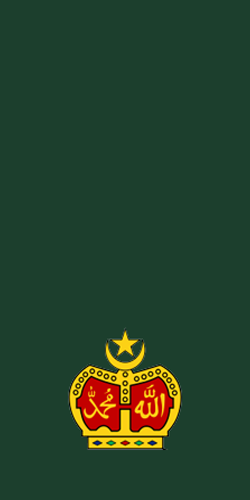
Малайзия
Нидерланды
Польша
Португалия
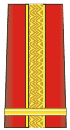
Румыния
Сербия
Словакия
США
Украина
Франция
Хорватия
Чешская республика
Шри-Ланка
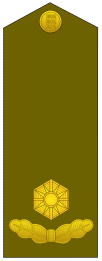
Эстония